# Jason Goes to Hell: The Final Friday
Jason Goes to Hell: The Final Friday es una película de terror y slasher estadounidense estrenada en 1993. Fue dirigida por Adam Marcus y producida por Sean S. Cunningham. La novena entrega de la serie de películas de la saga de Viernes 13, fue precedida por Friday the 13th Part VIII: Jason Takes Manhattan (1989) y seguida por Jason X (2001). Su trama continúa la historia del asesino Jason Voorhees, comenzando con una emboscada del FBI en la que se destroza el cuerpo de Voorhees; después, su espíritu posee al forense que examina sus restos y usa su cuerpo para continuar con su matanza.
La película fue concebida por el guionista y director Adam Marcus junto a Sean S. Cunningham, el productor y director de la primera película de la saga. Después del fracaso en taquilla que representó Jason Takes Manhattan, Paramount Pictures vendió los derechos del personaje de Jason Voorhees a New Line Cinema, compañía que se encargó de distribuir Jason Goes to Hell. Cunningham aprobó la historia escrita por Adam Marcus, quien finalmente fue contratado para dirigir el proyecto.
Jason Goes to Hell se estrenó en los Estados Unidos el 13 de agosto de 1993 y recaudó $15,9 millones en taquilla. Varios críticos de cine desaprobaron el guion y la dirección de Marcus, y la película polarizó a los fanáticos de la serie debido a sus elementos sobrenaturales y la eliminación de Jason Voorhees como personaje físico. Su conclusión, en la que se muestra al villano Freddy Krueger, estableció lo que se convertiría en la película Freddy vs. Jason, estrenada diez años después.

## Argumento
Han pasado cuatro años de los sucesos ocurridos en Friday the 13th Part VIII Jason Takes Manhattan y a través de una resurrección inexplicable, el asesino en serie Jason Voorhees está de vuelta en Crystal Lake (con la piel más deformada debido a los desechos tóxicos que lo alcanzaron en el final de la película anterior) y de nuevo está de caza, pero esta vez el asesino se encuentra en el lugar equivocado. Cuando está a punto de matar a una mujer (agente encubierta del FBI; Elizabeth Marcus), el FBI crea una trampa. Después de un intenso tiroteo, le lanzan un explosivo desde un Mortero y Jason vuela en pedazos, ocasionando su muerte, y sus restos son enviados a una morgue. Allí el forense principal, mientras analiza el corazón de Jason, es hipnotizado por él y empieza a comérselo, siendo poseído por el espíritu del asesino. Con su nuevo cuerpo, Jason procede a matar a un trabajador de la morgue y a un par de agentes del FBI. El espíritu oscuro salta de un cuerpo a otro a través de una serpiente demoníaca que representa el alma sanguinaria de Jason.
El cazarrecompensas Creighton Duke revela en una entrevista al periodista Robert Campbell de "American Casefiles", un programa local sensacionalista, que el haber destruido el cuerpo de Jason no lo detendrá y que solo él conoce el medio para acabar de forma definitiva con el asesino y que está dispuesto a hacerlo a cambio de medio millón de dólares; ante esto Robert señala que su programa está dispuesto a pagar si es capaz de asesinarlo. Poco después Duke visita a Diana Kimble en la cafetería donde trabaja e intenta hablar con ella sobre como detener a Jason pero esta se molesta por las groseras insinuaciones de Duke y acaba arrestado por el Sheriff Ed Landis.
Jason secuestra al policía Josh después de matar a la esposa de este, Edna, y a otras tres personas. Lo lleva a la casa de los Voorhees, donde lo afeita y transfiere su corazón en el cuerpo de Josh. Jason hace su camino a la casa de Diana. Luego de forcejear, Diana le dispara a Jason en la cabeza, pero no sirve de nada. Más tarde llega Steven, quien apuñala a Jason con un atizador de la chimenea. Pero Jason escapa cuando Steven intenta ayudar a Diana, quien muere en sus brazos. En ese momento llega Ed Landis (novio de Diana y Sheriff del pueblo), quien al ver esto cree que Steven asesinó a Diana, por lo que decide arrestarlo. Mientras tanto, Jessica está saliendo con el periodista Robert Campbell de "American Casefiles".
Steven es encerrado en la celda contigua a Duke y este le revela que Jason "Solo por una mujer Voorhees puede renacer o morir", es decir puede ser destruido para siempre si alguien de su linaje apuñala su corazón con cierta daga encantada, pero también, si consigue poseer el cuerpo de un familiar renacerá de inmediato. Los únicos parientes de Jason son su media hermana Diana, la hija de esta, Jessica y Stephanie, la hija de Jessica y de Steven Freeman.
Steven escapa de la cárcel y va a la casa de los Voorhees, pero cae a través de unas tablas podridas. En ese momento Robert llega a la casa y revela sus planes para "condimentar" la historia de Jason, por lo que robó del cuerpo de Diana de la morgue, también se jacta de tener relaciones sexuales con Jessica. Jason aparece y traspasa su alma al cuerpo de Robert mientras que el cuerpo de Josh, debido a ser poseído por Jason, se funde en un charco de sangre y carne. Jason intenta renacer a través de Jessica en la casa de su madre, pero es interrumpido por Steven, quien lo atropella y toma a Jessica en su coche para escapar juntos. Jessica cree que Steven mató a Robert (sin saber que es Jason) por lo que lo lanza fuera del coche. Jessica llega a la estación de policía, donde se encuentra Ed Landis y algunos policías presentes, les da la posición de Steven y un policía llamado Randy va en busca de este.
Jason golpea al oficial Landis y mata a otros tres oficiales. Jessica ahora cree en Steven y los dos se dirigen a Joey B.'s Diner para tomar y escapar con su bebé, pero al llegar son apuntados con una pistola por Joey (dueña del restaurante), que todavía no confía en Steven. Joey intenta llamar a la policía, pero se dan cuenta de que no hay línea por lo que manda a su hijo Ward a buscar ayuda a la jefatura. Al salir, Jason lo asesina y entra en el restaurante. Un cliente es asesinado por Jason. Joey, Shelby y Vicki intentan matar a Jason con armas de fuego. Mientras tanto, Jessica y Steve van en busca de su hijo a la bodega del restaurante, pero se dan cuenta de que su hijo ha desaparecido. Jason mata a Shelby y a Joey para después atacar a Jessica, pero esta es salvada por su amiga Vicki quien también acaba siendo asesinada por Jason, el cual se desploma después de recibir tanto daño. Jessica escapa, dejando solo a Steven, quien encuentra una nota dejada por Duke, en donde decía que tenía a su hija en la casa de los Voorhees.
Jessica llega a la casa, encontrándose con Duke, quien le da la daga especial y le explica que con ese cuchillo ahora es la única que puede acabar con Jason ya que es de su familia. Landis llega a la casa; en ese momento Duke se cae por unos tablones viejos al piso inferior. Jessica piensa que Landis es Jason, por lo que no confía en él. Randy también se hace presente en la casa, por lo que Duke le dice a Jessica que no confíe en ninguno de los dos y que debe matarlos. Al escuchar esto, Landis intenta quitarle la daga a Jessica, pero esta reacciona y lo mata. En este momento queda claro que Jason tomó el cuerpo de Randy, quien toma al bebé e intenta un ritual para "renacer", pero llega Steven para impedirlo, al herirlo en el cuello. De esta herida sale una criatura extraña que intenta atacar a Steven, pero este lo empuja, cayendo al sótano. Steven pregunta a Duke si es necesario que el pariente poseído por Jason deba estar vivo para que renazca y cuando este confirma que no es necesario el muchacho explica que el cadáver perdido de Diana está abajo. Al mismo tiempo, se muestra que Jason encuentra el cuerpo y lo posee.
Cuando Jessica, Steven y Duke se preparaban para salir de ahí, aparece Jason con su cuerpo "original", atacándolos y matando a Duke. Steven, enfadado, se enfrasca en una dura lucha contra Jason, mientras tanto Jessica busca la daga y cuando la encuentra se la clava a Jason. En ese momento unas manos salen de la tierra y atrapan a Jason, quedando solo su máscara tirada en el suelo. Al final de la película se puede ver que la mano de Freddy Krueger emerge de la tierra, llevándose la máscara de Jason a las profundidades infernales, convirtiendo este final en una especie de indicio de Freddy contra Jason.

## Elenco
- John D. LeMay como Steven Freeman.
- Kari Keegan como Jessica Kimble.
- Kane Hodder como Jason Voorhees / Guardia de seguridad #2 / La mano de Freddy Krueger al final de la película.
- Steven Williams como Creighton Duke.
- Steven Culp como Robert Campbell.
- Erin Gray como Diana Kimble.
- Rusty Schwimmer como Joey B.
- Richard Gant como Coroner.
- Leslie Jordan como Shelby.
- Billy Green Bush como Sheriff Ed Landis.
- Kipp Marcus como Oficial Randy Parker.
- Andrew Bloch como Josh.
- Adam Cranner como Ward.
- Allison Smith como Vicki.
- Michelle Clunie como Deborah.
- Julie Michaels como Agente Elizabeth Marcus.

## Lanzamiento en DVD
La película fue lanzada en DVD sin censura en Norteamérica e incluye ambas versiones de la película, la versión censurada de clasificación R y la versión no censurada, que dura tres minutos más que la versión teatral de la película. En algunas regiones del mundo, incluyendo Australia, el DVD fue lanzado solo con la versión censurada de la clasificación R.

## Recepción
La película mantiene una calificación de aprobación del 24% en el sitio web Rotten Tomatoes con base en 17 revisiones. En Metacritic, la película tiene un promedio de 17 sobre 100 basado en 11 críticas, lo que indica una "aversión abrumadora". Las críticas afirman que la idea de que Jason "posea" el cuerpo de personas para matar a sus víctimas es demasiado extravagante, y que la película simplemente es otra más de la serie con problemas de actuación y agujeros en la trama.
Richard Harrington de The Washington Post escribió sobre la película: "Los guionistas intentan conjurar algo de mitología para validar los giros y vueltas de la trama, pero todo termina siendo más confuso que Days of Our Lives en modo rápido". Stephen Holden de The New York Times señaló: "El noveno episodio de la serie extraordinariamente exitosa que comenzó en 1980, The Final Friday es una película en gran parte incoherente que genera poco suspenso y confía la mayoría de sus emociones al gore en primer plano ... Tal sadismo gratuito le da a la cinta una dosis de acidez que es inusual para una película de terror".